# Conseil général de la Corse
1833–1976
Entités suivantes :
- Conseil général de la Haute-Corse
- Conseil général de la Corse-du-Sud

Le conseil général de la Corse est l'assemblée délibérante de l'ancien département français de Corse.

## Historique
En 1833, à la création du conseil général, la Corse compte un seul département, depuis la fusion des deux départements le Liamone et le Golo en 1811. Le 1er janvier 1976, en application de la loi du 15 mai 1975, il est scindé de nouveau en deux départements : la Haute-Corse et la Corse-du-Sud, entraînant la dissolution du conseil général unique.

## Liste des présidents[1]
- vers 1880 : Patrice de Corsi
- 1888-1908 : Emmanuel Arène
- 1908-1919 : Antoine Gavini
- 1919 : Adolphe Landry
- 1920-1921 : Vincent de Moro-Giafferri
- 1921-1922 : Adolphe Landry
- 1922-1923 : Antoine Gavini
- 1923-1924 : Adolphe Landry
- 1924-1927 : Vincent de Moro-Giafferri
- 1927-1930 : Adolphe Landry
- 1930-1931 : René-François de Casabianca
- 1931-1937 : François Piétri
- 1937-1938 : Adolphe Landry
- 1938-1940 : Camille de Rocca Serra
- 1940-1945 : Conseil général suspendu
- 1945-1951 : Paul Giacobbi
- 1951-1953 : Jean-Paul de Rocca Serra
- 1953-1956 : Jean Augustin Seta
- 1956-1959 : Jean Zuccarelli
- 1959-1976 : François Giacobbi

## Les conseillers généraux
Voir la catégorie 

## Annexe